# Atari FREDDIE

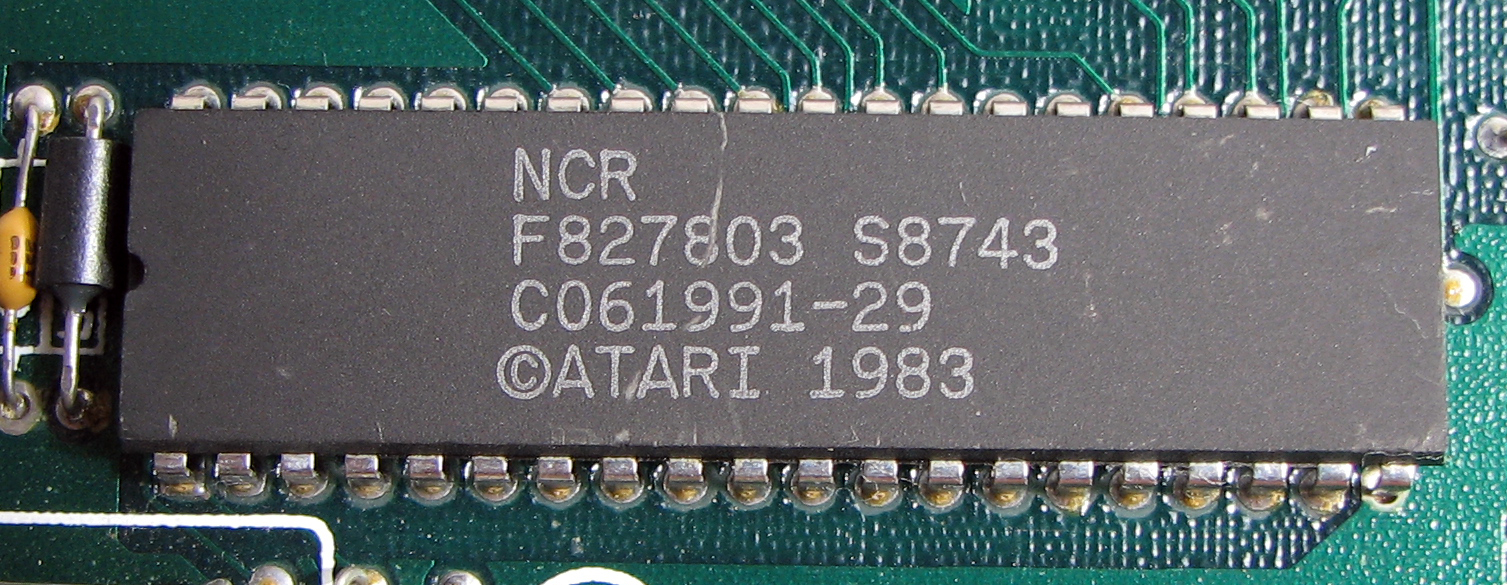
Il chip FREDDIE a bordo di un Atari 130XE

L'Atari FREDDIE è un chip che si trova negli home computer della famiglia Atari 8-bit. È un circuito integrato di tipo RAM address multiplexer e permette di accedere alla memoria RAM di sistema. Costruito con tecnologia LSI, è dotato di 40 pin.
Atari creò questo chip con l'obiettivo di sostituire un insieme di altri chip precedentemente contenuti nei suoi home computer così da ridurre i costi di produzione. Un altro obiettivo era quello di ampliare l'accesso alla memoria da parte della CPU e del chip ANTIC.
L'Atari FREDDIE combinato con il chip C061618 MMU (modelli XL/XE) o il chip C025953 EMMU (modello 130XE) permetteva alla CPU ed al chip ANTIC di accedere alla memoria in modo indipendente l'uno dall'altro.
FREDDIE, inizialmente progettato per essere usato nei modello 1400XL e 1450XLD è stato successivamente impiegato nella serie XE degli home computer Atari.
Nel dettaglio è presente nei seguenti modelli:
- 800XLF (etichettato '800XL', versione europea)
- 65XE
- 130XE
- 800XE
- XEGS